# پپرمیل ویلج (مریلند)
پپرمیل ویلج (به انگلیسی: Peppermill Village) یک منطقهٔ مسکونی در ایالات متحده آمریکا است که در مریلند واقع شده‌است. پپرمیل ویلج ۱٫۹ کیلومتر مربع مساحت و ۴٬۸۹۵ نفر جمعیت دارد و ۸۱ متر بالاتر از سطح دریا واقع شده‌است.